# Municipio de Shuman
El municipio de Shuman (en inglés: Shuman Township) es un municipio ubicado en el condado de Sargent en el estado estadounidense de Dakota del Norte. En el año 2010 tenía una población de 60 habitantes y una densidad poblacional de 0,65 personas por km².

## Geografía
El municipio de Shuman se encuentra ubicado en las coordenadas 46°9′35″N 97°26′12″O / 46.15972, -97.43667. Según la Oficina del Censo de los Estados Unidos, el municipio tiene una superficie total de 92.34 km², de la cual 90,44 km² corresponden a tierra firme y (2,05 %) 1,9 km² es agua.

## Demografía
Según el censo de 2010, había 60 personas residiendo en el municipio de Shuman. La densidad de población era de 0,65 hab./km². De los 60 habitantes, el municipio de Shuman estaba compuesto por el 100 % blancos. Del total de la población el 0 % eran hispanos o latinos de cualquier raza.